# Нестор Костић
Нестор Костић (Дивић, 1765 — Дивић, 29. новембар 1837) је био српски сељак који је крајем 18. века пројектовао и направио справу којом је летео.

## Биографија
Костић је рођен у селу Дивић у Банатској клисури, тадашња Хабзбуршка монархија. Датум његовог рођења није познат. Према Протоколу умрлих за 1832—1853. годину, Нестор Костић је преминуо 29. новембра 1837. године, и то исповедивши се претходно и причестивши се. Сахрањен је 1. децембра и живео је 72 године. На основу тога може се закључити да је 1765. година његовог рођења.  У Истанбулу је 5. јуна 1937. штампан текст у листу Република, у којем пише да је међу пионирима ваздухопловства који су дотад били заборављени и Нестор Костић, сељак из румунског села Дивић, који је пре 170 година успео да лети помоћу једне справе. Он је у току 1765. године правио змајеве за сеоску омладину, а за себе конструисао једну необичну справу, коју је усавршавао све до идуће године. Позивајући се на Републику, београдска Политика је 6. јуна 1937. објавила текст под насловом „Да ли је сељак Нестор Костић направио авион пре 170 година”. Румунски часопис Romana aeriana објављује текст 1941, године, позивајући се исто на истанбулску Републику, у коме износи сличне податке, али и уз доста разлика. Политика пише да је Нестор извршио свој први и једини лет и да је успео да прелети седамдесет метара, тако што се бацио помоћу своје справе са брежуљка од тридесет метара. Насупрот Политици, Romana aeriana тврди да је летео више пута, све док га једном ветар, који је дувао јачином од 70 километара на сат, није срушио, као и да је полетео са брежуљка од осамдесет метара висине. Такође, румунски лист претпоставља да је његово право презиме Костика и да је Румун.
Према казивању његовог даљег потомка из Дивића, Славка Славе Голубовића, Нестор је био велики и носио је кику. Направио је труп летелице или чун од дрвета, а крила од перушака ћурака и гусака. Желео је да прелети Дунав и стигне у Сервију (Србију). Он је полетео са брега по мену Бобићев крст и срушио се у сењаку једне крушке, мислећи да је то врбак надомак Великог Градишта. Летео је двеста метара ваздушном линијом. Чун од летелице су доскора чували на тавану, јер је служио као остава за пасуљ. Неколико породица у Дивићу имају породични надимак Несторови, који су добили по њему.